# Serge Saulnier (automobile)
Pour les articles homonymes, voir Saulnier.
Pas d'image ? Cliquez ici
Serge Saulnier, né le 27 octobre 1952 à Châlons-sur-Marne, est un ancien manager d'écurie de sport automobile. Il est depuis 2010 président du directoire du circuit de Nevers Magny-Cours.

## Biographie
De 1971 à 1973 Serge Saulnier est mécanicien et assistant de Jacques Laffite avec lequel il remporte les championnats de France Formule Renault et Formule 3. Fin 1973, il participe au Volant Shell qui lui permet de courir en Formule Renault au sein du BP Racing en 1974, 1975 et 1976.
De 1976 à 1981, il participe aux épreuves de Formule 3, d'endurance et notamment aux 24 Heures du Mans 1980 au sein de l’équipe WM Peugeot.
En 1981, il fonde l’écurie de course Promatecme qui participe successivement au Championnat de France de Formule 3 et Championnat d'Europe de Formule 3, remportant deux titres de champion de France. À partir de 1996, Promatecme devient Promatecme UK et remporte deux titres de vice-champion d’Angleterre et une place de meilleur rookie avec Jenson Button en 1999. En 2000, Promatecme devient Saulnier Racing et est engagée à la fois en Formule 3 Euroseries et en World Series by Renault.
En 2006, l'écurie participe aux Le Mans Series et aux 24 Heures du Mans dans le cadre du programme Swiss Spirit. À la suite de son recrutement par Peugeot Sport en tant que Team manager du programme 908 Le Mans,  Serge Saulnier revend Saulnier Racing à Jacques Nicolet qui rebaptise l'équipe OAK Racing.
De septembre 2006 à février 2010, Serge Saulnier officie comme Team manager de Peugeot Sport avec pour point d’orgue un doublé des 908 aux 24 Heures du Mans 2009. À ce titre, le 3 juillet 2009, Marcel Charmant, président du Conseil général de la Nièvre lui remet la médaille d’honneur du département.
Le 1er mars 2010, Serge Saulnier est nommé président du directoire du circuit de Nevers Magny-Cours.